# Alexander Leonidowitsch Lessun
Alexander Leonidowitsch Lessun (russisch Александр Леонидович Лесун; * 1. Juli 1988 in Baryssau, Belorussische SSR) ist ein russisch-belarussischer Pentathlet und Olympiasieger.

## Leben
Alexander Lessun nahm 2008 erstmals an Welt- und Europameisterschaften der Junioren teil, wo ihm mehrere Top-5-Ergebnisse gelangen. Ende 2009 zog der in Belarus geborene Lessun nach Russland und erhielt eine doppelte Staatsbürgerschaft. Fortan trat er international unter russischer Flagge an.
Er nahm 2012 erstmals an Olympischen Spielen teil. Er belegte am Ende den vierten Rang. Bei den Olympischen Spielen 2016 in Rio de Janeiro wurde er Olympiasieger. Mit 1479 Punkten stellte er gleichzeitig einen olympischen Rekord auf.
Bei Weltmeisterschaften gewann Lessun zahlreiche Medaillen. Viermal wurde er bereits Weltmeister: 2011 mit der Mannschaft, 2012 und 2014 im Einzel sowie 2016 mit der Mixed-Staffel. Hinzu kommen sieben Silbermedaillen und eine Bronzemedaille in verschiedenen Disziplinen. Bei Europameisterschaften gelang ihm, ebenfalls in verschiedenen Disziplinen, viermal ein Titelgewinn.